# Egervár, Zala
Egervár  este un sat în districtul Zalaegerszeg, județul Zala, Ungaria, având o populație de 1.048 de locuitori (2011). 

## Demografie
Componența etnică a satului Egervár
     Maghiari (98,47%)
     Germani (1,53%)
Componența confesională a satului Egervár
     Romano-catolici (74,33%)
     Fără religie (5,06%)
     Reformați (1,05%)
     Necunoscută (18,51%)
     Alte religii (1,05%)
Conform recensământului din 2011, satul Egervár avea 1.048 de locuitori. Din punct de vedere etnic, majoritatea locuitorilor (98,47%) erau maghiari, cu o minoritate de germani (1,53%).  Din punct de vedere confesional, majoritatea locuitorilor (74,33%) erau romano-catolici, existând și minorități de persoane fără religie (5,06%) și reformați (1,05%). Pentru 18,51% din locuitori nu este cunoscută apartenența confesională.